# Джарелл Кванса
Джарелл Аморін Кванса (англ. Jarell Amorin Quansah; нар. 29 січня 2003, Воррінгтон) — англійський футболіст ганського походження, центральний захисник «Ліверпуля».

## Клубна кар'єра
Кванса народився в Воррінгтоні і почав займатися футболом у місцевій команді «Воррінгтон Таун». У 2010 році потрапив до академії «Ліверпуля», з яким підписав професійний контракт 4 лютого 2021 року.
У сезоні 2020/21 Кванса був капітаном молодіжної команди «Ліверпуля». У тому сезоні команда дійшла до фіналу молодіжного кубка Англії.

## Міжнародна кар'єра
Через своє походження може виступати за збірні Англії, Шотландії, Гани та Барбадосу. Джарелл виступав за всі молодіжні збірні Англії починаючи від команди до 16 років..
29 березня 2021 року Кванса провів свій єдиний матч за збірну Англії до 18 років, зігравши проти Уельсу на стадіоні «Леквіт», після чого став виступати за збірну Англії до 19 років, з якою поїхав на юнацький чемпіонат Європи 2022 року в Словаччині. Там зіграв у всіх п'яти матчах, відзначився голом у грі півфіналу проти Італії (2:1) і допоміг своїй команді стати чемпіоном Європи.

## Досягнення
«Ліверпуль»
- Володар Кубка Футбольної ліги: 2023-24[10]
- Чемпіон Англії: 2024-25

Збірна Англії (до 19 років)
- Переможець юнацького чемпіонату Європи до 19 років: 2022

Молодіжна збірна Англії
- Чемпіон Європи серед молодіжних команд: 2025